# 和知川原
和知川原（わちがわら）とは、宮崎県宮崎市内の地名。中央西地域自治区に属している。郵便番号は880-0023。2023年現在、和知川原1丁目-3丁目が設置されるが、住居表示実施地域ではない。

## 地理
宮崎市の中央西地域自治区に属し、西は大淀川に接する。東から西にかけて順に1丁目、2丁目、3丁目が設置され、主に住宅街を形成する。北を霧島1丁目、祇園1丁目、東を花殿町、中津瀬町、南を大橋1-3丁目、大淀川を挟んで大塚町と接する。

## 地名の由来
戦国時代に「和知川原に舟を繋ぐよい入江がある」との記述が残り、現在とはかなり違う地形であったと推測される。皺地（しわち）の転訛説、旧和知川原町、現在の霧島1丁目にある馬頭観音を中心として西側に半円を描く輪地（わぢ）の小高い土地であった説が挙げられる。

## 歴史
- 1927年 - 大字下北方の一部、大字上別府の一部をもって和知川原町が成立。
- 1969年 - 和知川原町の一部から清水が成立・分離。
- 1973年 - 和知川原町の一部から大橋・祇園・和知川原（1-3丁目）が成立・分離。
- 1975年 - 和知川原町の一部から船塚・祇園が成立。和知川原町が消滅。

## 世帯数と人口
2023年（令和5年）6月1日現在の世帯数と人口は以下の通りである。
| 町丁          | 世帯数  | 人口  |
| ------------- | ------- | ----- |
| 和知川原1丁目 | 464世帯 | 958人 |
| 和知川原2丁目 | 284世帯 | 544人 |
| 和知川原3丁目 | 312世帯 | 609人 |

## 小・中学校の学区
市立小・中学校に通う場合、学区は以下の通りとなる。
| 町名     | 小学校             | 中学校               |
| -------- | ------------------ | -------------------- |
| 和知川原 | 宮崎市立西池小学校 | 宮崎市立宮崎西中学校 |

## 交通

### バス
宮交グループの運営するバスが営業している。

### 道路
- 宮崎県道26号宮崎須木線

## 施設
- 宮崎市消防局本部・北消防署
- 宮崎県立宮崎商業高等学校
- 宮崎北警察署和知川原交番
- 宮崎和知川原郵便局